# تاخیر سرتاسر
تأخیر سرتاسر یا تأخیر یک‌طرفه (OWD) به زمان صرف شده برای انتقال یک بسته در شبکه از مبدا به مقصد اشاره دارد. این یک اصطلاح رایج در نظارت بر شبکه IP است و با زمان رفت و برگشت (RTT) تفاوت دارد زیرا مسیر تنها در یک جهت از مبدا تا مقصد اندازه‌گیری می شود.

## اندازه‌گیری
ابزار پینگ RTT را اندازه‌گیری می‌کند، یعنی زمان رفت و بازگشت به میزبان. نصف مقدار RTT اغلب به عنوان تقریبی از OWD استفاده می شود، اما این کار فرض را بر این می گیرد که مسیرهای رفت و برگشت از نظر ازدحام، تعداد هاپ یا کیفیت خدمت (QoS) یکسان هستند. این همیشه یک فرض خوب نیست. برای جلوگیری از چنین مشکلاتی، OWD ممکن است به طور مستقیم اندازه‌گیری شود.

### مستقیم
OWD ها ممکن است بین دو نقطه A و B شبکه IP با استفاده از ساعت‌های همگام اندازه‌گیری شوند؛ A یک برچسب زمانی روی بسته ثبت می‌کند و آن را به B می فرستد، که زمان دریافت را یادداشت می‌کند و OWD را به عنوان تفاوت آنها محاسبه می‌کند. بسته های ارسال شده باید در مبدأ و مقصد شناسایی شوند تا از اتلاف بسته ها یا مرتب سازی مجدد بسته ها جلوگیری شود. با این حال، این روش از چندین محدودیت رنج می برد، مانند نیاز به همکاری فشرده بین هر دو طرف، و دقت تأخیر اندازه‌گیری شده منوط به دقت همگام سازی است.
پروتکل حداقل جفت‌ها نمونه‌ای است که در آن چند موجودیت همکار، مانند A، B و C می‌توانند تأخیر یک‌طرفه (OWD) را بین یکی از آنها و یک موجودیت چهارم کمتر همکار (مانند B و X) اندازه‌گیری کنند. 

### تخمین
انتقال بین دو گره شبکه ممکن است نامتقارن باشد و تاخیرهای رفت و برگشت برابر نیستند. نصف مقدار RTT میانگین تاخیرهای رفت و برگشت است و بنابراین ممکن است گاهی اوقات به عنوان تقریبی برای تاخیر سرتاسر استفاده شود. دقت چنین برآوردی به ماهیت توزیع تاخیر در هر دو جهت بستگی دارد. هرقدر تاخیر در هر دو جهت متقارن تر شود، دقت بیشتر می شود.
تابع جرم احتمال (PMF) خطای مطلق، E، بین کوچک‌ترین مقدار از OWD رفت و برگشت و میانگین آنها (یعنی RTT/2) را می‌توان به عنوان تابعی از توزیع تاخیر شبکه به صورت زیر بیان کرد: 
{\displaystyle \Pr(E=x)={\begin{cases}\displaystyle \sum _{i=0}^{\infty }f_{i}(a).f_{i}(b),&x=0,\\\displaystyle \sum _{i=0}^{\infty }f_{i}(a).f_{2x+i}(b)+\sum _{i=0}^{\infty }f_{i}(b).f_{2x+i}(a),&x>0,\end{cases}}}که در آن a و b لبه های رفت و برگشت هستند و f y ( z ) PMF تاخیر لبه z است (یعنی fy(z) = Pr{delay on edge z = y}).

## اجزای تاخیر
تأخیر سرتاسر در شبکه‌ها از منابع مختلفی از جمله تأخیر انتقال ، تأخیر انتشار ، تأخیر پردازش و تأخیر در صف ناشی می‌شود.

## جستار های وابسته
- عصر اطلاعات
- پروتکل حداقل جفت‌ها
- تاخیر شبکه
- ذخیره و ارسال